# Ghayas Zahid
Ghayas Zahid (ur. 8 września 1994 w Oslo) – norweski piłkarz pochodzenia pakistańskiego występujący na pozycji pomocnika w serbskim Partizanie.

## Statystyki
aktualne na dzień 28 grudnia 2017
| Klub                   | Sezon   | Liga                      | Liga    | Liga | Puchar krajowy | Puchar krajowy | Rozgrywki europejskie | Rozgrywki europejskie | Łącznie | Łącznie |
| Klub                   | Sezon   | Liga                      | Występy | Gole | Występy        | Gole           | Występy               | Gole                  | Występy | Gole    |
| ---------------------- | ------- | ------------------------- | ------- | ---- | -------------- | -------------- | --------------------- | --------------------- | ------- | ------- |
| Vålerenga              | 2012    | Tippeligaen               | 4       | 0    | 0              | 0              | –                     | –                     | 4       | 0       |
| Vålerenga              | 2013    | Tippeligaen               | 3       | 0    | 2              | 1              | –                     | –                     | 5       | 1       |
| Vålerenga              | 2014    | Tippeligaen               | 29      | 9    | 4              | 0              | –                     | –                     | 33      | 9       |
| Vålerenga              | 2015    | Tippeligaen               | 29      | 7    | 2              | 0              | –                     | –                     | 31      | 7       |
| Vålerenga              | 2016    | Tippeligaen               | 28      | 8    | 4              | 1              | –                     | –                     | 32      | 9       |
| Vålerenga              | 2017    | Eliteserien               | 18      | 5    | 2              | 3              | –                     | –                     | 20      | 8       |
| Vålerenga              | Łącznie | Łącznie                   | 111     | 29   | 14             | 5              | 0                     | 0                     | 125     | 34      |
| Ullensaker/Kisa (wyp.) | 2013    | Adeccoligaen              | 10      | 0    | –              | –              | –                     | –                     | 10      | 0       |
| Ullensaker/Kisa (wyp.) | Łącznie | Łącznie                   | 10      | 0    | 0              | 0              | 0                     | 0                     | 10      | 0       |
| APOEL FC               | 2017–18 | Protathlima A’ Kategorias | 14      | 5    | 0              | 0              | 6                     | 0                     | 20      | 5       |
| Łącznie                | Łącznie | Łącznie                   | 135     | 34   | 14             | 5              | 6                     | 0                     | 155     | 39      |